# Histoire de l'environnement
L’histoire de l'environnement ou histoire environnementale est une sous-discipline de l'histoire qui étudie les interrelations et les interactions entre l'homme et son environnement. C'est donc un domaine de recherche qui s'est constitué au coeutr des échanges entre sciences naturelles et sciences humaines.
L'histoire environnementale est proche notamment de la biogéographie historique. Les milieux scientifiques parlent aussi d'écologie rétrospective.
Les historiens se basent sur des sources très variées, allant des archives politiques aux coupes glaciaires. De plus, l'histoire de l'environnement renferme une panoplie de thématiques, allant de l'histoire des forêts à l'étude de l'environnement sonore. Elle se caractérise également par une approche très pluridisciplinaire et transversale.
L'histoire de l'environnement est une préoccupation récente. Ce champ théorique émerge aux États-Unis au début des années 1970 et s'exporte  dans le reste du monde au cours des années qui suivent. Cette discipline apparaît en conjonction avec la montée des mouvements écologistes et des nouvelles préoccupations humaines de l'environnement. Pour les périodes les plus récentes elle parle de l'anthropocène et de la grande accélération.

## Histoire et concept
L'histoire de l'environnement est un courant historiographique né aux États-Unis dans les années 1960 et 1970. À cette époque, on observe une prise de conscience écologiste dans les principaux États européens : ainsi, Georges Pompidou, inspiré par une visite aux États-Unis, instaure en 1971 le premier ministère français de l’environnement. Aujourd’hui encore, les préoccupations environnementales représentent la source d'inspiration majeure aux historiens environnementalistes et leur fournissent de nouveaux sujets d’étude.
Le livre de Roderick Nash, Wilderness and the American Mind publié en 1967, est considéré comme le texte fondateur de l’histoire de l'environnement. C’est d’ailleurs cet auteur qui, dans un article de la revue Pacific Historical Review, utilise pour la première fois l’expression : « histoire de l’environnement ». Pour autant, c'est plutôt dans Conservation and the Gospel of Efficiency : The Progressive Conservation Movement, 1890-1920 écrit par l’historien Samuel Hays et publié en 1959 que certains repèrent l’acte de naissance de l’histoire de l'environnement. Toutefois, les spécialistes estiment que cet ouvrage relève plus d’une étude d'histoire politique que d’un véritable travail en histoire de l’environnement. D’autres remontent encore plus loin et estiment que de savants antiques tels qu'Hippocrate pratiquaient déjà une sorte de recherche en histoire environnementale. Néanmoins, cette idée ne fait pas consensus au sein des historiens et il en va de même pour l'approche plaçant l’École des Annales comme l’influence majeure de l’apparition de l’histoire de l’environnement mondial. De nos jours, l'histoire de l'environnement s'inscrit de plus en plus dans les cadres universitaires, lui permettant de toucher un nombre croissant de chercheurs.
Pour ce qui concerne les premières questions de recherche en histoire environnementale, elles se centraient essentiellement sur la thématique de la conservation de la nature. Depuis lors, le domaine de recherche a été élargi à de nombreux autres sujets, qui seront détaillés plus bas.
Enfin, le mot « environnement » dispose lui aussi d’une histoire. Ce terme trouve sa source dans l’ancien français avant de passer dans la langue anglaise vers 1825. À cette époque, « environnement » désigne l’ensemble des choses qui entourent l’être vivant. Il est notamment employé dans les travaux de l’historien français Jules Michelet. Depuis 50 ans, la définition de ce terme s’est affinée et désigne aujourd’hui tout ce qu’il y a autour de l’Homme. L’environnement renvoie donc au milieu ambiant et inclut, par exemple : les objets matériels, les êtres vivants, le climat….
Le concept d'environnement est un élément important pour comprendre l'histoire environnementale. Ce concept peut être perçu comme une entité, dans un espace et un temps donnés, où des facteurs biologiques, chimiques, physiques et sociaux sont susceptibles d'avoir un effet direct ou indirect, instantané ou lent sur l'espèce humaine et ses activités, ainsi que sur la faune et la flore.
Autrement dit, il s'agit du milieu qui conditionne le mode de vie de la société et qui englobe les valeurs naturelles, sociales et culturelles qui existent dans un lieu à un moment donné.

## Méthodes et sources

### Approche chronologique et géographique
L’histoire de l’environnement a la particularité de chercher à anéantir les cloisonnements classiquement utilisés en histoire. Ainsi, l’observation d’un phénomène tel que, par exemple, la pollution d’un fleuve, ne peut se faire que par l’emploi d’une échelle géographique plus étendue que celle des simples frontières d'États. Il en va de même pour les limites chronologies, qui ne peuvent coïncider avec les limites généralement admises (périodes historiques, siècles…), les phénomènes pouvant couvrir des périodes de temps très larges. Toutefois, l’histoire environnementale peut également s’intéresser à des échelles locales et à des laps de temps plus courts.
Ainsi, de nombreux historiens se centrent sur l’histoire locale, en lui donnant une perspective régionale. Cependant, cette approche locale est devenue de plus en plus rare au sein de l'histoire de l'environnement, à la suite de la prise de conscience grandissante de l’importance du climat et des phénomènes climatiques qui en découlent. L’histoire de l’environnement peut donc englober des travaux de micro-histoire mais aussi des travaux de macro-histoire.

### Importance d'une approche multidisciplinaire
Bien que l’approche multidisciplinaire soit difficile à mettre en œuvre, la complexité et la diversité des sujets d’étude de l’historien de l’environnement l’amènent à s'appuyer sur des disciplines aussi variées que la géographie, la sociologie, la démographie, l’éthologie, la biologie, la climatologie, la météorologie, la sismographie, la pédologie, la géologie ou les sciences vétérinaires par exemple. Ce phénomène, assez inédit dans les différents courants historiographiques, s'explique par le fait que ces disciplines sont susceptibles d’amener un lot important d’informations et de données qui permettent à l’historien environnementaliste une meilleure compréhension et une étude plus précise de son sujet.

### Éventail de sources
L’histoire de l’environnement mobilise des sources aussi nombreuses que variées. Ainsi, elle a non seulement recours aux sources historiques « classiques » telles que les discours des hommes politiques ou les archives au sens large du thème, mais elle peut également se référer à des sources issues d’autres sciences, telles que la toponymie, l'hydronymie, la génétique, les coupes glaciaires (E. Le Roy Ladurie), le relevé des secousses sismiques (P. Alexandre) ou l’observation du paysage par exemple. Toutefois, il est évident que pour disposer d'informations climatiques pour les époques plus reculées, où les instruments de mesure n'existaient pas encore, les historiens doivent parfois se baser sur les égo-documents tels que les journaux intimes.

### Réseaux
Les chercheurs en histoire environnementale sont assez isolés : il y en a rarement plus d'un ou deux au sein de la même institution. C’est pour cette raison que les historiens s’organisent en réseaux d’histoire de l’environnement, qui leur permettent de faire circuler la recherche en partageant leurs travaux et en organisant des rencontres nationales voire internationales. Congrès, colloques et autres évènements scientifiques sont pour l'histoire environnementale d’une richesse et d’une utilité indispensable car ils permettent de propager la recherche hors de ses frontières régionales ou nationales, mais aussi de donner une légitimité internationale à ce domaine de recherche. Enfin, les réseaux permettent également la parution d'ouvrages collectifs, d'actes de colloques ou de revues de plus grande ampleur, qui contribuent également à la dynamisation du courant. Ci-dessous, des exemples de réseaux en lien avec l'histoire environnementale :

#### Internationaux
- Association for East Asian Environmental History (AEAEH) – 2011
- Association of South Asian Environmental Historians (ASAEH) – 2007
- Australian & New Zealand Environmental History Network – 1997
- European Society for Environmental History (ESEH) – 1999
- Nordic Environmental History Network (NEHN) – 2009
- Quelques Arpents de neige (Québec, Ontario, USA) – 2003
- Sociedad Latinoamericana y Caribeña de Historia Ambiental (SOL-CHA) – 2006
- Society for Croatian Economic and Environmental History – 2005

#### Nationaux
- American Society for Environmental History (ASEH) – 1977
- Association pour l'histoire de la protection de la nature et de l'environnement (AHPNE) - 2008
- Histoire de l’environnement – Réseau interdisciplinaire (HEnRI) – 2008
- Irish Environmental History Network – 2009
- Network in Canadian History and Envorionment (NiCHE) – 2007
- Rede Brasileira de História Ambiental (RBHA) – 2007
- Réseau Thématique Pluridisciplinaire (RTP) CNRS « Histoire de l’Environnement » - 2010
- Réseau universitaire de chercheurs en histoire environnementale (RUCHE) – 2008
- Società Italiana di Storia Ambientale (SISAm) – 2021

#### Thématiques
- Association d’Histoire des Sociétés Rurales – 1993
- Association for the Study of Literature and Environment (ASLE) – 1992
- Australian Forest History Society – 1988
- Australian Garden History Society – 1980
- British Agricultural History Society – 1952
- Climate History Network – 2010
- Comparative Rural History of the North Sea Area (CORN) – 1995
- European Rural History Organisation (EURHO) – 2012-2012
- Forest History Society – 1946
- Gesellschaft für Agrargeschichte – 1953
- Groupe d’histoire des forêts françaises – 1980
- Groupe d’Histoire des zones humides – 2003
- International Society for Historical Climatology and Climate History – 2003
- International Water History Association  - 2001
- Rural RePort Rede de História Rural em Português – 2011
- Sociedad Española de Historia Agraria – 1987
- Society for Landscape Studies – 1979
- Swiss Rural History Society – 2009
- Vereniging voor Landbouwgeschiedenis – 2009

#### Chronologique
- Environmental History Network for the Middle Ages (ENFORMA) – 2009

#### Groupes, centres et instituts de recherche universitaires
- Abteilung für Wirtschafts, Sozialund Umweltgeschichte (Université de Bern, Suisse) – 1997
- AHRB Research Centre for Environmental History (University of Stirling et Université de St Andrews, Écosse) – 2002
- Center for Ecological History (Renmin University of China, Chine) – 2012
- Center for Environmental and Technological History (European University at St Petersburg, Russie) – 2002
- Center for Environmental History in Estonia (Université de Tallinn, Estonie) – 2011-2012
- Center for Historical Environment and socio-economic Development in Northwest China (Normal University de Shaanxi, Chine) – 2010
- Centre d’histoire des sciences et des techniques (ULiège, Belgique) – 1982
- Centre d’histoire des techniques devenu en 2004 Centre d’histoire des techniques et de l’environnement devenu en 2013 Laboratoire Histoire des technosciences en société (CNAM, Paris) – 1960
- Centre for Environmental History and Policy (University of Stirling, Écosse) – 1999
- Centre for Environmental History at the Australian National University (Australian National University, Australie) – 2009
- Centre for World Environmental History (Université du Sussex, Royaume-Uni) – 2002
- Graduiertenkolleg Interdisziplinäre Umweltgeschichte (Université Göttingen, Allemagne) – 2004
- Groupe de recherche en histoire environnementale (École des Haute Études en Sciences Sociales, France) – 2008
- Grupo de investigación Historia, Ambiente y Politica (Université nationale de Colombie, Colombie et Université de Los Angeles, USA) – 1997
- Institut für Geschichte des ländlichen Raumes (St-Pölten, Autriche) – 2002
- Institute for Environmental History (Université de St Andrews, Écosse) – 1992
- Interfacultair Centrum voor Agrarische Geschiedenis (KULeuven, Belgique) – 2001
- International Environmental History Group (Université de Tampere, Finlande) – 2001
- Nelson Institute’s Center for Culture, History and Environment (Université du Wisconsin-Madison, USA) – 1970
- Onderzoekgroep Ecologische Geschiedenis aujourd’hui fondu dans le Vakgroep Geschiedenis (UGent, Belgique) – début 1990
- Pôle de l’histoire environnementale de l’Université de Namur (Université de Namur, Belgique) – 2008
- Rachel Carson Center for Environment and Society (Munich, Allemagne) – 2009
- Rural and Environmental History Group (Université de Wageningen, Pays-Bas) – 1949
- Zentrum für Umweltgeschichte (Université de Vienne, Autriche) – 2003

## Thèmes de recherche en histoire de l'environnement
L'histoire de l'environnement étant par définition d'une importante richesse thématique, la présentation qui suit ne saurait être exhaustive, mais a pour vocation de donner au lecteur un premier horizon des recherches en histoire environnementale.

### Histoire du climat, des changements climatiques et des catastrophes naturelles
L’évolution du climat et l'étude des changements climatiques représentent un des thèmes centraux de l’histoire de l’environnement, en se centrant sur une histoire "sans les hommes". Ce courant historiographique a mis en évidence des périodes historiques présentant des écarts climatiques importants, tels que l'optimum médiéval. Pour ce faire, les chercheurs se basent sur les relevés des températures, sur l’étude des glaciers et sur l’évolution des récoltes. Le pionnier de l’histoire du climat dans le monde scientifique francophone est Emmanuel Le Roy Ladurie.
L’histoire des catastrophes naturelles étudie les phénomènes climatiques ayant un impact important sur la Terre. Elle se consacre à l’étude des éruptions volcaniques (par exemple, l'éruption du Samalas en  Indonésie en 1257, l'éruption du Kuwae, à Vanuatu en 1453, l'éruption du Tambora en  Indonésie en 1815…), les tremblements de terre et les tsunamis (qui causèrent notamment la destruction de Lisbonne en 1755…), les inondations, les tempêtes….

### Histoire des animaux
L’histoire des animaux est divisée en deux branches. La première branche étudie les animaux sauvages, en tant que nuisibles pour l’homme mais également en tant que sources d'alimentation et d’habillement. L’histoire de la chasse fait donc partie intégrante de ce sous-type historiographique.
La seconde branche de l’histoire des animaux est dédiée aux animaux domestiques, essentiellement motivée par le fait que l’élevage soit une des activités principales des sociétés rurales peuplant l’histoire mondiale. Ce type d’histoire se consacre également aux épizooties, c’est-à-dire aux maladies dévastant les cheptels. Il inclut également les animaux familiers tels que les chiens et les chats mais aussi les animaux des premiers zoos et ménageries.

### Histoire de l'air et de l'espace sonore
Une des principales applications de l'histoire de l'air porte sur ce que les chercheurs (notamment Alain Corbin) ont appelés la "théorie des miasmes". Celle-ci a véhiculé durant de nombreux siècles la croyance selon laquelle le « mauvais air » répandrait les maladies. Ce mauvais air était reconnaissable à son odeur nauséabonde. Cette théorie a eu des conséquences médicales (épidémies...) et urbanistiques qui sont aujourd’hui étudiées au sein de l’histoire de l’air. Les brouillards (smogs, fumées de houille…) sont aussi étudiés par ce courant.
L’histoire de l’espace sonore se consacre à l’étude du bruit et des sons. Les historiens se penchent notamment sur le bruit du labeur, les cris d’animaux, ou encore les "marqueurs sonores du quotidien" (tambours, trompettes, cloches…), les bruits des fêtes, les bruits liés à la guerre et ses conséquences….

### Histoire du paysage
Les historiens du paysage étudient l’évolution des villes et particulièrement l’urbanisme et les fortifications. L’étude des voies de communication, notamment les canaux et les chaussées, fait partie intégrante de l’histoire du paysage. Le rôle de l’Église dans la construction des couvents, d’abbayes et d’églises sont des sujets propices à l’histoire du paysage. Ce type d’histoire est, dans ses sujets, proche de l’histoire de l’occupation du sol.

### Histoire de l'eau
L’histoire de l’eau étudie l’évolution de cours d’eau et l’arrivée d’eau potable dans les zones habitées. Les cours d’eau sont aménagés par l’homme afin d’y installer les premières industries. L'historien de l'environnement étudie ces différentes formes d'adduction d’eau : puits, fontaines, réseaux de distribution d’eau et cours d’eau intramuros, par exemple. La pollution de l’eau et l’évacuation des eaux usées sont également des sujets étudiés par les historiens de l’environnement.
L’histoire de la mer est aussi étudiée par certains historiens et notamment Fernand Braudel.

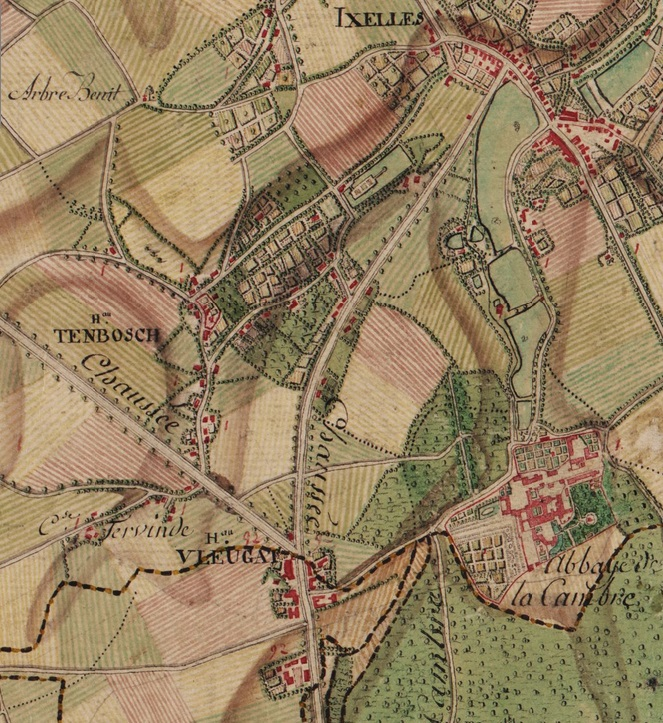
En Europe, le déboisement a été important autour des grandes villes médiévales et de la Renaissance. Ixelles-Carte de Ferraris

### Histoire de l'occupation du sol, du sous-sol et forestière
L’histoire de l’occupation du sol se consacre à l’étude de la couverture du sol. Les historiens de l’occupation du sol se consacrent ainsi à l’histoire des cultures, des polders, des terrains incultes et des espaces boisés. L’industrialisation engendrant une certaine pollution intéresse également les historiens de l’environnement. Les historiens de l’occupation du sol travaillent généralement à partir de cartes anciennes (Carte de Ferraris, Plan Popp…) avant d’aller travailler sur le terrain lui-même.
L’histoire du sous-sol se consacre essentiellement à l’étude de l’exploitation des mines et des carrières.
L'histoire forestière n'est pas récente. Il y a 100 ans, la Grande somme d'Histoire de la forêt en Belgique a été écrite. Aujourd'hui, les scientifiques se préoccupent entre autres de la question des maladies sylvicoles et du développement d'éléments pathogènes causés par la hausse des températures. Dès lors, les historiens sont amenés à comparer les faits actuels avec les cycles antérieurs.

## Spécificités géographiques

### France
L’histoire de l’environnement a été introduite en France par l’École des Annales dans le courant des années 1970. Au sein de celle-ci, les historiens de l’environnement souhaitaient faire une histoire globale incluant la géographie historique et les dimensions biologiques et matérielles de l’histoire humaine. Cependant, ce type d’histoire ne fait pas l’unanimité au sein de l’École des Annales. Pourtant, la revue des Annales est une des premières revues françaises à consacrer un article à l’histoire de l’environnement.
Malgré cela, une méfiance vis-à-vis de ce courant s’installe chez certains historiens, qui considèrent l’histoire de l’environnement comme une mode. Ainsi rejeté, le courant reste durant de nombreuses années en marge de l’historiographie française, situation encore complexifiée par son incapacité à se structurer en France. Dans un premier temps, les historiens français restent très peu nombreux à travailler ce type d’histoire et se penchent principalement l’histoire du climat et des forêts.
Mais depuis le début des années 2000, l’histoire environnementale s’est imposée comme un élément central de l’historiographie française. À l’échelle mondiale, la France apparaît comme l’un des pays les plus actifs au sein de ce type d’histoire. Deux grands courants structurent les travaux des historiens français de l’environnement : l'histoire des relations entre les hommes et leur écosystème et l'histoire de l’environnement apportant de nouveaux éclairages sur les autres courants historiographiques.
Une particularité des historiens de l’environnement français réside dans leur engagement en faveur de l’écologie. Ces historiens désirent apporter leur éclairage sur les défis écologiques actuels et futurs et plaident pour une réflexivité environnementale passant par la profondeur historique. Ce phénomène est propre au contexte français.
En France, l’histoire environnementale a reçu depuis 2009 le soutien du ministère chargé de la recherche scientifique. Ce soutien s’inscrit dans le cadre d’un plan national de recherche au sein des sciences de l’environnement, qui vise à comprendre les évolutions historiques des systèmes naturels en prônant l’approche pluridisciplinaire. Ce plan prévoit également la sauvegarde des sources utiles aux historiens de l’environnement.

### Belgique
En Belgique, les historiens de l’environnement sont réunis en deux réseaux linguistiques distincts.
Le réseau francophone "Histoire de l’environnement - Réseau interdisciplinaire" (HEnRI) a été créé en 2008 à l’initiative d’Isabelle Parmentier (Université de Namur) et de Chloé Deligne (Université libre de Bruxelles). Il est financé par le Fonds National de Recherche Scientifique (FNRS). L'HEnRI a pour objectif d’étudier l’histoire de l’environnement et celle des phénomènes naturels dans le territoire belge. Il souhaite également faire communiquer entre eux les chercheurs liés à ce type d’histoire en prônant l’interdisciplinarité. Ce réseau a également pour objectif de mettre en évidence les sources utilisées par les historiens de l’environnement. HEnRI organise également une à deux fois par an des journées de travail ainsi que des journées d’études nationales ou internationales.
En Wallonie également, le Centre d’histoire des sciences et des techniques (CHST) de l’Université de Liège, créé en 1982, est très actif au sein de l’histoire environnementale. De même, le Pôle de l'histoire environnementale de l'Université de Namur (PolleN), fondé en 2008, est spécifiquement consacré à ce type d’histoire,.
En Belgique néerlandophone, l’histoire de l’environnement a commencé à se développer à partir des années 1990. En Flandre, il n’existe pas de réseau en tant que tel, contrairement à ce qui se fait dans la partie francophone du pays. Néanmoins, il existe deux grands centres de recherche en histoire de l’environnement en Flandre. Le premier est situé à l’Université de Gand, le second à l’Université d’Anvers. Ils étudient divers sujets tels que les sociétés et les paysages ruraux, l’histoire du climat, l’énergie (sa production et son utilisation), les mentalités liées à l’environnement et la pollution. Les liens entre l’environnement, la démographie, l’alimentation et les maladies sont également étudiés par les chercheurs flamands. La Vrije Universiteit Brussel est également active au sein de la recherche en histoire de l’environnement.
Les Premières Rencontres d'Histoire de l'Environnement en Belgique ont été organisées en 2008 par le Pôle de l'histoire environnementale de l'Université de Namur (PolleN) et furent renouvelées en 2012 avec les Deuxièmes Rencontres d'Histoire de l'Environnement en Belgique.

### États-Unis

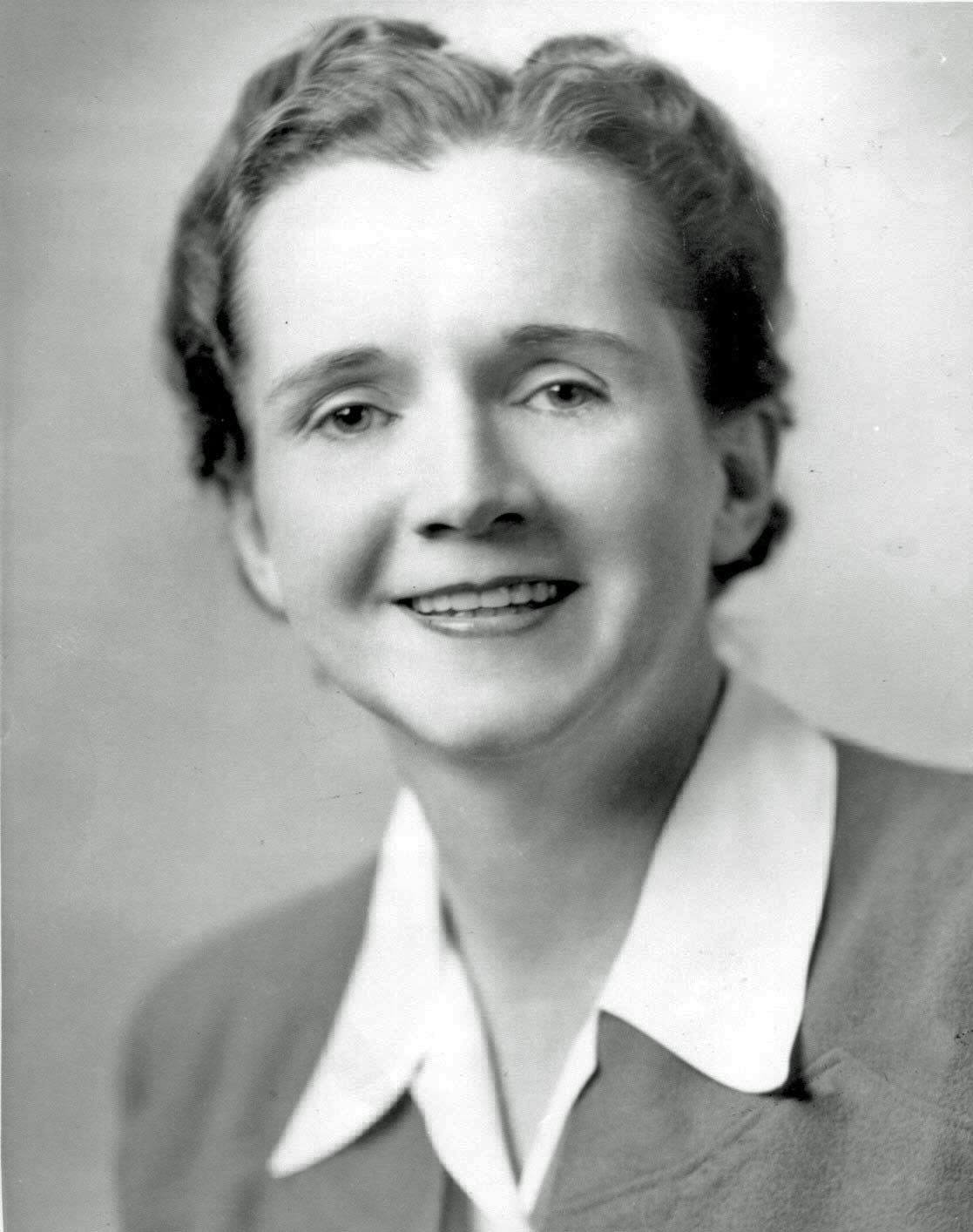
Rachel Carson

L’histoire environnementale naît aux États-Unis. Elle connait ses prémisses dans les années 1960. Le pays est influencé par les mouvements politiques militants mais aussi par la New Left History. Les historiens américains affirment alors que jusqu’ici, l’Histoire oublie toujours la terre et son biotope. Ils veulent faire une histoire de ce qui est ignoré à une époque où l’histoire intellectuelle est encore largement pratiquée.
La naissance officielle de l’histoire environnementale est datée en 1972, année de la parution d’un numéro spécial de la revue Pacific Historical Review. Le mouvement commence alors à se développer dans les universités de la côte ouest.
Cependant, la prise de conscience des enjeux écologiques a lieu une décennie plus tôt lorsque Rachel Carson (1907-1964), biologiste, publie Silent Spring où elle dénonce l’utilisation des pesticides. Ses travaux conduisent à la création de l’Environmental Protection Agency et déclenchent également une modification de la politique nationale envers l’utilisation des pesticides. Rachel Carson est une figure symbolique dans l’histoire environnementale. Son nom est souvent donné à des bâtiments ou des associations du courant.
Les enjeux écologiques triomphent surtout le 22 avril 1970 lorsqu’est organisé le premier Earth Day, une des plus grandes manifestations organisées jusqu’alors aux États-Unis (20 millions de personnes sont présentes).
Malgré cette prise de conscience et la création de revues, il ne faut pas croire pour autant que le courant est dynamique. Des articles antérieurs sont réédités (histoire de la conservation, histoire des forêts) et la revue Environmental Review a failli disparaitre à plusieurs reprises. En outre, l’American Society for Environmental History, créée en 1976, ne contient qu’un peu moins de 200 adhérents en 1987. Enfin, aucun poste universitaire n’est encore créé et les recherches ne peuvent se développer que grâce à quelques campus favorables au courant comme l’University of California.
L’histoire environnementale se développe et connait une deuxième vague dans les années 1980. Certains travaux de cette décennie sont aujourd’hui considérés comme des classiques du genre. Malgré une fragilité institutionnelle, le dynamisme des chercheurs permet de donner au courant une large visibilité. Les thèmes de recherche s’articulent autour des ressources, des énergies ou encore de l’exploitation. L’homme est reconnecté dans son milieu qu’est la terre. Les années 1980 connaissent également la première conférence sur l’histoire environnementale (1982). La classe historique montre des premiers signes de reconnaissance du courant vers la fin de cette décennie.
Il faut attendre 1990 pour que l’histoire environnementale soit enfin définie (Journal of American History). Mais cette définition divise : les acteurs du domaine ne sont pas toujours d’accord sur la théorie. Toutefois, ils partagent leur identité commune dans le domaine de l’histoire.
L’histoire environnementale occupe une place ambigüe dans le champ de l’histoire. Le courant revendique de faire toujours passer au premier-plan le non-humain (avant les classes opprimées que peuvent être les femmes, les Afro-américains ou autres minorités).
À l’heure actuelle, les historiens américains travaillant dans le domaine de l’histoire de l’environnement réalisent essentiellement des recherches dans deux domaines : l'histoire du climat et l'histoire des interactions entre l’homme et son milieu.

### Royaume-Uni

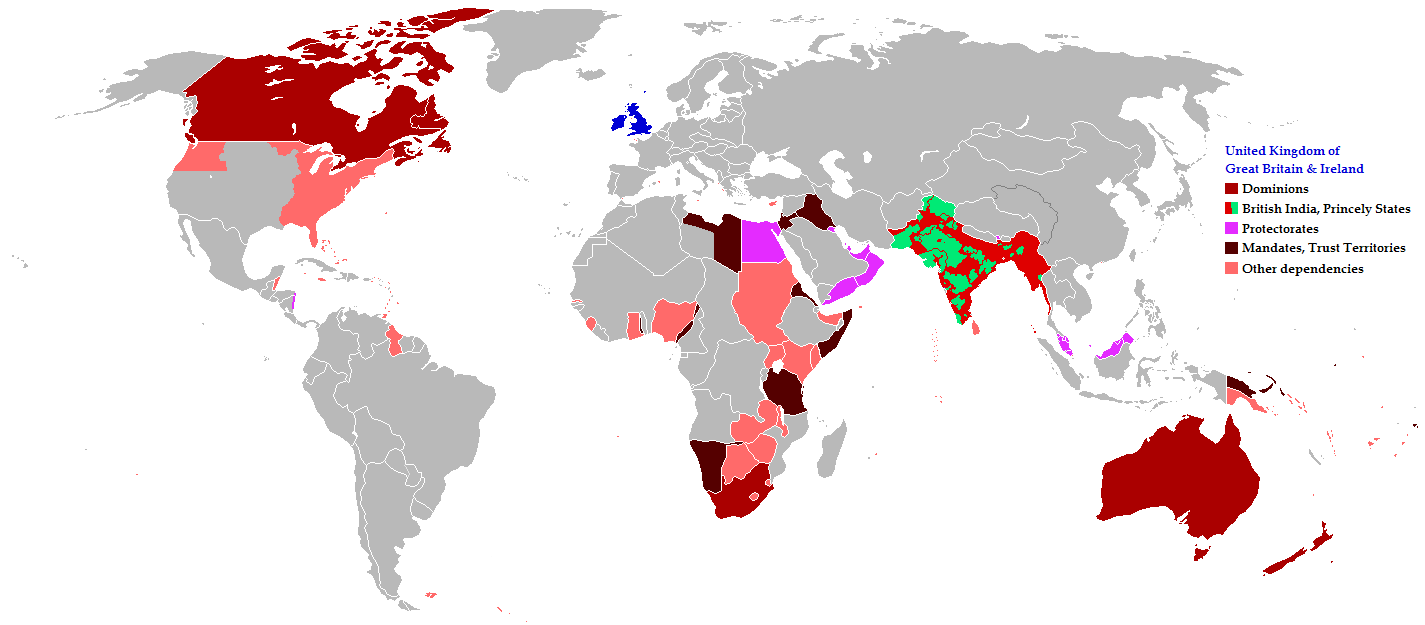
Carte des possessions britanniques

L’histoire environnementale a commencé à se développer au Royaume-Uni à partir des années 1970 mais c’est surtout deux décennies plus tard que le courant s’impose dans les îles britanniques. Il émerge grâce à des travaux sur l’histoire des forêts en lien avec le rôle qu’a pu avoir l’empire britannique (par exemple, le gouvernement a décidé une politique de conservation et de protection des forêts indiennes autour de 1900). Plus récemment, l’attention est portée sur l’impact qu’a pu avoir l’empire notamment aux niveaux de la découverte des terres, du commerce et des utilisations scientifiques de plantes exotiques aux XIXe et XXe siècles.
Pour plus d’informations concernant l’historiographie anglophone sur cette matière, voir Environmental history.

### Ailleurs dans le monde
Le monde anglophone et particulièrement les anciens dominions britanniques (Inde, Australie, Canada, Afrique du Sud, Nouvelle-Zélande…), est très actif dans les domaines de recherches relevant de l’histoire de l’environnement. L’histoire du climat, l’histoire de l’occupation du sol, l’histoire du paysage et l’histoire des catastrophes naturelles sont les domaines les mieux représentés dans le monde anglophone.
En Afrique, seuls quelques chercheurs travaillent en histoire de l’environnement. Par contre, de nombreux chercheurs européens réalisent des recherches sur les anciennes colonies de leurs pays respectifs.